# XXVII LCFA Senior
La XXVII LCFA Senior è la 27ª edizione del campionato di football americano, organizzato dalla FCFA. È uno dei campionati validi per la LNFA Serie C 2015.

## Squadre partecipanti
| Club                 | Città                  | Stadio | Sponsor ufficiale | Risultato nella stagione 2014 |
| -------------------- | ---------------------- | ------ | ----------------- | ----------------------------- |
| Argentona Bocs       | Argentona              |        |                   |                               |
| Barcelona Pagesos    | Barcellona             |        |                   |                               |
| Barcelona Uroloki    | Barcellona             |        |                   |                               |
| Salou Almogàvers     | Salou                  |        |                   |                               |
| Salt Falcons         | Salt                   |        |                   |                               |
| Sarrià de Ter Wolves | Sarrià de Ter          |        |                   |                               |
| Terrassa Reds        | Terrassa               |        |                   |                               |
| Torrelles Legends    | Torrelles de Llobregat |        |                   |                               |
| Vall d'Aro Senglars  | Santa Cristina d'Aro   |        |                   |                               |
| Vilafranca Eagles    | Vilafranca del Penedès |        |                   |                               |

## Stagione regolare

### Calendario

#### 1ª giornata
| 2 novembre 2014, ore 17:00 | Salou Almogàvers | 12 – 13 | Barcelona Pagesos |  |

#### 2ª giornata
| 9 novembre 2014, ore 11:30 | Vilafranca Eagles | 34 – 7 | Barcelona Uroloki |  |

| 9 novembre 2014, ore 12:00 | Vall d'Aro Senglars | 12 – 14 | Torrelles Legends |  |

| 9 novembre 2014, ore 17:00 | Sarrià de Ter Wolves | 13 – 6 | Salt Falcons |  |

| 9 novembre 2014, ore 17:00 | Argentona Bocs | 32 – 10 | Terrassa Reds |  |

#### 3ª giornata
| 22 novembre 2014, ore 15:30 | Barcelona Pagesos | 14 – 32 | Vilafranca Eagles |  |

| 23 novembre 2014, ore 12:00 | Torrelles Legends | 7 – 26 | Argentona Bocs |  |

| 23 novembre 2014, ore 13:00 | Sarrià de Ter Wolves | 28 – 13 | Salou Almogàvers |  |

| 23 novembre 2014, ore 17:00 | Salt Falcons | 16 – 26 | Terrassa Reds |  |

| 23 novembre 2014, ore 18:30 | Barcelona Uroloki | 24 – 12 | Vall d'Aro Senglars |  |

#### 4ª giornata
| 14 dicembre 2014, ore 11:30 | Vilafranca Eagles | 59 – 6 | Sarrià de Ter Wolves |  |

| 14 dicembre 2014, ore 13:40 | Vall d'Aro Senglars | 13 – 19 | Argentona Bocs |  |

| 14 dicembre 2014, ore 17:00 | Salt Falcons | 25 – 26 | Barcelona Pagesos |  |

| 14 dicembre 2014, ore 17:00 | Terrassa Reds | 72 – 0 | Salou Almogàvers |  |

| 14 dicembre 2014, ore 18:30 | Barcelona Uroloki | 34 – 33 | Torrelles Legends |  |

#### 5ª giornata
| 10 gennaio 2015, ore 15:30 | Barcelona Pagesos | 26 – 7 | Sarrià de Ter Wolves |  |

| 11 gennaio 2015, ore 11:00 | Terrassa Reds | 30 – 8 | Torrelles Legends |  |

| 11 gennaio 2015, ore 11:30 | Vilafranca Eagles | 29 – 14 | Vall d'Aro Senglars |  |

| 11 gennaio 2015, ore 17:00 | Salou Almogàvers | 0 – 33 | Salt Falcons |  |

| 11 gennaio 2015, ore 18:30 | Barcelona Uroloki | 13 – 20 | Argentona Bocs |  |

#### 6ª giornata
| 24 gennaio 2015, ore 15:30 | Barcelona Pagesos | 0 – 51 | Barcelona Uroloki |  |

| 25 gennaio 2015, ore 11:00 | Terrassa Reds | 59 – 0 | Sarrià de Ter Wolves |  |

| 25 gennaio 2015, ore 11:30 | Torrelles Legends | 27 – 29 | Salt Falcons |  |

| 25 gennaio 2015, ore 17:00 | Argentona Bocs | 0 – 31 | Vilafranca Eagles |  |

#### 7ª giornata
| 1º febbraio 2015, ore 16:30 | Salou Almogàvers | 6 – 44 | Vall d'Aro Senglars |  |

#### 8ª giornata
| 8 febbraio 2015, ore 12:00 | Torrelles Legends | 55 – 0 | Barcelona Pagesos |  |

| 8 febbraio 2015, ore 15:00 | Sarrià de Ter Wolves | 6 – 47 | Barcelona Uroloki |  |

| 8 febbraio 2015, ore 17:30 | Salt Falcons | 0 – 49 | Vilafranca Eagles |  |

#### 9ª giornata
| 15 febbraio 2015, ore 17:00 | Salou Almogàvers | 0 – 63 | Argentona Bocs |  |

#### 10ª giornata
| 22 febbraio 2015, ore 11:00 | Terrassa Reds | 19 – 21 | Vilafranca Eagles |  |

| 22 febbraio 2015, ore 12:00 | Vall d'Aro Senglars | 14 – 6 | Barcelona Pagesos |  |

| 22 febbraio 2015, ore 17:00 | Salt Falcons | 0 – 39 | Barcelona Uroloki |  |

| 22 febbraio 2015, ore 17:00 | Salou Almogàvers | 0 – 79 | Torrelles Legends |  |

#### 11ª giornata
| 28 febbraio 2015, ore 15:30 | Barcelona Pagesos | 7 – 50 | Terrassa Reds |  |

| 1º marzo 2015, ore 11:30 | Vilafranca Eagles | 47 – 21 | Torrelles Legends |  |

| 1º marzo 2015, ore 17:00 | Sarrià de Ter Wolves | 0 – 39 | Vall d'Aro Senglars |  |

| 1º marzo 2015, ore 17:00 | Barcelona Uroloki | 77 – 7 | Salou Almogàvers |  |

| 1º marzo 2015, ore 18:00 | Argentona Bocs | 47 – 7 | Salt Falcons |  |

#### 12ª giornata
| 14 marzo 2015, ore 17:00 | Terrassa Reds | 0 – 18 | Barcelona Uroloki |  |

| 15 marzo 2015, ore 11:30 | Vilafranca Eagles | 57 – 0 | Salou Almogàvers |  |

| 15 marzo 2015, ore 12:00 | Vall d'Aro Senglars | 39 – 0 | Salt Falcons |  |

| 15 marzo 2015, ore 17:00 | Torrelles Legends | 37 – 0 | Sarrià de Ter Wolves |  |

| 15 marzo 2015, ore 18:00 | Argentona Bocs | 57 – 0 | Barcelona Pagesos |  |

#### Recuperi 1
| 22 marzo 2015, ore 12:00 | Vall d'Aro Senglars | 6 – 6 | Terrassa Reds |  |

| 22 marzo 2015, ore 17:00 | Argentona Bocs | 64 – 0 | Sarrià de Ter Wolves |  |

### Classifica
La classifica della regular season è la seguente:
- PCT = percentuale di vittorie, G = partite giocate, V = partite vinte,  P = partite perse, PF = punti fatti, PS = punti subiti

| Pos. | Squadra              | PCT   | G | V | N | P | PF  | PS  |
| ---- | -------------------- | ----- | - | - | - | - | --- | --- |
| 1    | Vilafranca Eagles    | 1.000 | 9 | 9 | 0 | 0 | 359 | 81  |
| 2    | Argentona Bocs       | .889  | 9 | 8 | 0 | 1 | 328 | 81  |
| 3    | Barcelona Uroloki    | .778  | 9 | 7 | 0 | 2 | 310 | 112 |
| 4    | Terrassa Reds        | .611  | 9 | 5 | 1 | 3 | 272 | 108 |
| 5    | Vall d'Aro Senglars  | .500  | 9 | 4 | 1 | 4 | 193 | 110 |
| 6    | Torrelles Legends    | .444  | 9 | 4 | 0 | 5 | 281 | 178 |
| 7    | Barcelona Pagesos    | .333  | 9 | 3 | 0 | 6 | 92  | 303 |
| 8    | Sarrià de Ter Wolves | .222  | 9 | 2 | 0 | 7 | 60  | 350 |
| 9    | Salt Falcons         | .222  | 9 | 2 | 0 | 7 | 122 | 266 |
| 10   | Salou Almogàvers     | .000  | 9 | 0 | 0 | 9 | 38  | 466 |

## Playoff

### Tabellone
|  | Semifinali | Semifinali        | Semifinali |                |    | Finale        | Finale | Finale |  |
|  |            |                   |            |                |    |               |        |        |  |
|  | 1          | Vilafranca Eagles | 27         |                |    |               |        |        |  |
|  | 1          | Vilafranca Eagles | 27         |                |    |               |        |        |  |
|  | 4          | Terrassa Reds     | 32         |                |    |               |        |        |  |
|  | 4          | Terrassa Reds     | 32         |                | 4  | Terrassa Reds | 6      |        |  |
|  |            |                   |            |                | 4  | Terrassa Reds | 6      |        |  |
|  |            |                   | 2          | Argentona Bocs | 15 |               |        |        |  |
|  | 2          | Argentona Bocs    | 2          | Argentona Bocs | 15 | 37            |        |        |  |
|  | 2          | Argentona Bocs    |            |                |    |               |        |        |  |
|  | 3          | Barcelona Uroloki | 15         |                |    |               |        |        |  |

### Semifinali
| 12 aprile 2015, ore 11:30 | Vilafranca Eagles | 27 – 32 | Terrassa Reds |  |

| 12 aprile 2015, ore 17:00 | Argentona Bocs | 37 – 15 | Barcelona Uroloki |  |

### XXVII Final de la LCFA
| 26 aprile 2015, ore 12:00 | Argentona Bocs | 15 – 6 | Terrassa Reds |  |

## Verdetti
- Argentona Bocs Campioni della LCFA (4º titolo)